# NAOKI (ベーシスト)
NAOKI（なおき、2月5日 - ）は、日本のミュージシャン、ベーシスト。北海道苫小牧市出身。血液型AB型。身長173cm。水瓶座。

## 略歴
1999年より2011年まで『Kagrra,(カグラ)』のベーシスト女雅として活動。
C.C. Lemonホール、東京国際フォーラムなどの会場でライブを行い、その人気は国内だけでなく海外から注目を集めるとまで言われた（のちにチリやブラジルで南米公演を開催）。
2007年にはJAPAN EXPO「J-ROCK REVOLUTION in Los Angeles」、「J-ROCK INVASION EPISODEⅠin Cologne(GERMANY)」に参加。和をテーマにしたスタイルや音楽スタイルが人気を呼び、2008年にヨーロッパツアーが決定。8月17日からスウェーデン、フィンランド、オランダ、イギリス、ドイツ、フランス、スペインの7か国で行われた。欧米圏以外にも、アジア・南米などワールドワイドに精力的に活動する。
2011年3月3日、C.C. LemonホールでKagrra,が最後を迎え、11年間にわたる活動に幕を閉じた。
同年4月、ソロミュージシャンとして新たな一歩を踏み出す。ワンマンライブを成功させ、交友のあるバンドのサポーターを務めるなど、多彩な活動を行っている。

## 人物
ジャンルはROCK・POPS・FUNKで、演奏スタイルは『華のあるベーシスト』をテーマにしており、GACKT、小林梓、葵、AYABIEなどの様々なアーティストとのコラボレーションも展開している。
2011年7月、Kagrra,メンバーだった一志が急逝し、葬儀に参加したことを報告。
『楽器展示会＆ベースセミナー』も開催しており、使用している楽器を紹介したり、マンツーマンでベースを教える活動も行っている。また、ファンクラブのおでかけ旅行では観光、大宴会、2ショット写真撮影会、2ショットタイム、サイン会、アフターなど、楽しいコンテンツを用意しておりファンとの交流も人気で、オフィシャルブログ内でもライブ情報、事務所主催イベントの案内、サポートライブのお知らせなど、精力的に行っている。

### 影響を受けたアーティスト
松井常松（BOØWY）、亀田誠治

### 使用機材
ESP ORIGINAL MODEL 『道民の夢』5弦 active
ESP ORIGINAL MODEL 『道民の夢』4弦 active
ESP ORIGINAL MODEL 『夢の道民』5弦 active
AMP : AMPEG-SVT EFFECTER : MXR-DI
SansAmp : BASS DRIVER DI / K＆R COMP

## 交友
- 魔太朗
- 高橋まこと
- 荒谷みつる
- タイゾ
- タケヒト

## 出演・ライブ・サポート

### 2011年
- Syrupy Drugサポート「POISON NIGHT vol.2〜HALLOWEEN SPECIAL!〜」10月31日 渋谷La .mama
- Syrupy Drugサポート「RIOT ROCK CITY」12月21日 代々木Zher the ZOO

### 2012年
- 山羊智詞＆赤羽楽団サポート　山羊智詞デビュー25周年＆赤羽楽団結成20周年記念「第伍回赤羽家族計画」1月21日 池袋ブラック・ホール

NAOKIサポーターチーム「NAOKI FANTASISTA」結成
葵&涼平サポート　葵＆涼平 2012 Spring Tour「情景ならびに喉、指先。」
3月03日 横浜SUNPHONIX HALL
3月09日 名古屋Electric Lady Land
3月10日 心斎橋Club DROP
3月17日 高崎FLEEZ
3月20日 福岡DrumSON
3月25日 札幌club garden
4月01日 新宿BLAZE
- 葵&涼平サポート「stylish wave GENERATION Vol.2」　5月13日 赤坂BLITZ
- Syrupy Drugサポート　Syrupy Drug Live!!!-DeCoRa Alamode 08-　7月8日 池袋 LIVE INN ROSA
- 168 -one sixty eight-サポート　168 -one sixty eight- 1stワンマンライブ「激情スコール」　7月29日 赤坂BLITZ
- 10月10日発売GACKT「白露-HAKURO-」MUSIC CLIPにベーシストとして出演
- 168-one sixty eight-サポート「JaM JAM #1-taste of Sweet Halloween-」10月31日 新宿BLAZE
- PENICILLINサポート「stylish wave GENERATION Vol.3 -世代の壁を突き破れ！-」　11月25日赤坂BLITZ

### 2013年
- バースデー旅行　FC FANTASISTA Vol.4　～集え！NAOKIと思ひ出♪旅日記！ワーッショイ♪ワーッショイ♪～（2/2～2/3 甲府）
- 168 -one sixty eight-サポート「JaMJAM#2～taste of Dear Blossom～」

3月18日 umeda Akaso
3月19日 名古屋Electric Lady Land
4月01日 Shibuya Shibuya O-EAST
- 168 -one sixty eight-サポート　「stylish wave GENERATION Vol.4」　5月26日 赤坂BLITZ
- 168 -one sixty eight-サポート　WING WORKS PRESENTS LIVE EVENT「GOD IS IN THE DISPLAY vol.2」　7月06日 新宿BLAZE
- 168 -one sixty eight-サポート　「森羅万象tour'13#3」

8月16日 大阪BIGCAT
8月17日 名古屋E.L.L
8月20日 仙台darwin
8月22日 札幌KRAPS HALL
8月24日 渋谷O-EAST
- 168 -one sixty eight-サポート　「Hope And Live ～ HIV/AIDS治療支援ベネフィット・コンサート2013」　8月28日 CLUB CITTA’
- 168 -one sixty eight-サポート　BULL ZEICHEN 88 presents「秋のバトルロイヤル2013～アルゼンチンレッドブリーカー～」　10月12日 SHIBUYA REX
- 小林梓サポート　asobigocoro.net Presents　「小林梓薔薇薔薇事件Vol.2 ～未解決事件捜査中・人の心に纏う真実～」　11月3日 新宿RUIDO K4
- 168 -one sixty eight-サポート「J:HEAVEN PRESENTS「V-BAND 祭」～さいたま祭 2013～」　11月30日 HEAVEN'S ROCKさいたま新都心VJ-3
- 168 -one sixty eight-サポート葵-168-ワンマンツアー「～WINTER TOUR 2013「All the world's a stage」～ 」

12月07日 江坂MUSE
12月08日 江坂MUSE
12月20日 名古屋ell.FITSALL
12月21日 名古屋ell.FITSALL
12月24日 渋谷O-EAST

### 2014年
- 168 -one sixty eight-サポートShinjuku Loft「master+mind」presents【Rock is Culture 2014】　1月08日 新宿LOFT
- 168 -one sixty eight-サポート「ViSULOG 3rd ANNIVERSARY」　1月25日 Shibuya O-EAST
- 小林梓サポート　asobigocoro.net Presents　小林梓 雪那共同主催Birthday LIVE『季節はずれの仮装パーティ』～天国か地獄か甘い衝撃からのお仕置きタイム～　1月31日 渋谷RUIDO K2
- 168 -one sixty eight-サポート「ViSULOG 3rd ANNIVERSARY」

2月01日 大阪BIGCAT
2月02日 名古屋E.L.L.
2月9日 名古屋CLUB ZION
2月11日 STAR PINE'S CAFE (吉祥寺)
- 168 -one sixty eight-サポート「ONE OF THE MILLION Presents～ヴィジュアニ祭～」3月13日 SHIBUYA-AX
- 168 -one sixty eight-サポート「V-BAND 祭～SPRING FESTIVAL TOUR 2014～」

3月27日 大阪MUSE
3月28日 名古屋E.L.L
3月30日 渋谷O-WEST
- イベントライブ　「葵聖誕祭～佐藤、永遠の19歳やめるってよ～」4月1日 新宿ロフトプラスワン
- 168 -one sixty eight-サポート「★葵-168-2days oneman live “Face 2 phase”★」

4月12日 高田馬場CLUB PHASE
4月13日 高田馬場CLUB PHASE
- GOTCHAROCKAサポート「stylish wave CIRCUIT'14 春の嵐」4月20日 渋谷O-EAST
- GOTCHAROCKAサポート「ZEAL LINK TOUR 2014」4月26日 高田馬場AREA
- AYABIE feat.TAKAサポート［EDGE Circuit '14-春夏秋冬］

5月16日 名古屋ell.FITS ALL
5月17日 大阪FANJ twice
5月25日 池袋EDGE
- 小林梓サポートsobigocoro.net Presents小林梓主催LIVE「コバヤシアターアズサーカスVol.1 ～聖なる愛を宿して…マリオネット達が奏でる深紅の詩～」6月8日 新宿RUIDO K4
- AYABIE feat. 越中睦士サポートAYABIE主催ライブ『AYA FEST 2014』6月17日 池袋EDGE
- イベントライブ［master+mind ～acoustic mind #05～］6月19日 新宿LOFT
- 樹威サポート　祝・樹威Birthday企画ONEMAN「ロミオ緊急指令～さあ、ジュイエット達よ！オレを泣かせられるもんなら泣かせてみろ！～」6月28日 高田馬場AREA
- イベントライブ［master+mind ～acoustic mind #07～］8月7日 新宿LOFT
- AYABIE feat.TAKAサポート「AYA FEST 2014 vol.3」8月22日 池袋EDGE
- 小林梓サポート　小林梓主催LIVE「コバヤシアズサーカスVol.2」～聖なる天使が舞い降りる夜に導かれて…私と貴方の秘密の時間～　10月4日 巣鴨 獅子王
- AYABIEサポート　AYABIE 4th Anniversary『感謝祭』10月22日 池袋EDGE
- AYABIEサポート［EDGE Circuit '14-春夏秋冬］

11月7日 名古屋ell.FITS ALL
11月8日 大阪RUIDO
11月9日 京都GROWLY
11月14日 仙台 CLUB JUNK BOX
11月15日 郡山CLUB♯9
- FC FANTASISTA旅行「FC FANTASISTA Vol.10　NAOKIと妄想！暴走！？南房総！！」11月22日-23日　千葉県・鴨川
- イベントライブ「333music presents“Super Session -vol.1-Xmas ver.”」12月16日 池袋EDGE
- イベントライブLc5/Aki presents vol,4「俺のクリスマス」-奇跡の継続…そして目標は-12月23日 渋谷REX
- AYABIEサポートSPEEDDISK PRESENTS 『THE忘年会』12月27日 高田馬場AREA

### 2015年
- 小林梓サポート小林梓Birthdayワンマンライブ「鏡の国のアズサ -アレキサンドライトが照らす真実-」

1月31日 渋谷CHELSEA HOTEL
2月5日発売 ミニアルバム「Libero」
新プロジェクト「FANTASISTA」始動
- ワンマンライブ　FANTASISTA TOUR 2015[Future]

2月7日 名古屋CLUB Zion [Future-vol.14-]
2月8日 大阪FootRock&BEERS [Future-vol.15-]
2月21日 下北沢CAVE-BE [Future-vol.16-]
- 葵・夢人・タケヒトサポート「SUPER LIVE THEATRE AREA PRESENT 840-since-1975」　2月14日 赤坂BLITZ
- 小林梓サポート「Malygnant cycle～Girl's side～Vol.4」　3月29日 渋谷THE GAME
- イベントライブ　PS COMPANY PRESENTS『攻撃ハ最大ノ防御ナリ。』　4月5日 オリンパスホール八王子
- ワンマンライブ「FC FANTASISTA vol.17〜KICK OFF♪」　5月5日 新宿Naked Loft
- イベントライブ　『Aki presents vol,5』〜まだまだ行ける3回目のバースデー〜

5月10日 渋谷REX
7月1日発売 シングル「渇愛」
7月10日発売
- 小林梓1st Single「Tear drop」にBASSで参加
- ワンマンライブ　FANTASISTA TOUR 2015[In Front]

7月4日 名古屋CLUB Zion [In Front-vol.18-]
7月5日 大阪FootRock&BEERS [In Front-vol.19-]
7月12日 下北沢CAVE-BE [In Front-vol.20-]
- イベントライブ「master+mind ～acoustic mind #08～」7月21日 新宿LOFT
- AYABIEサポートRUVISH HIROバースデー主催イベント「赤毛生誕祭」7月31日 池袋EDGE
- タケヒトプロデュースサポート　タケヒトBIRTHDAY LIVE「タケヒトプロデュース」　8月24日 二万電圧
- 小林梓サポート「くーみんフェスティバル　２０１５～スーパーアイドル・アーティスト大集合！～」9月3日 新宿LEFKADA
- イベントライブ　「Explosion Scarecrow Vol.01」9月6日 高田馬場CLUB PHASE
- イベントライブ　PS COMPANY PRESENTS『NAOKI CHAMPIONS LEAGUE (NCL)』9月12日 高田馬場AREA
- AYABIEサポート　杏Birthday イベント『杏が産まれる三日前』9月15日　池袋EDGE
- イベントライブ　「Takadanobaba AREA presents"Atmosphere"」10月3日 高田馬場AREA
- 花見桜幸樹サポート「幸の恩返し’15～桜記念日～」昼の部　10月21日 浅草六区ゆめまち劇場
- AYABIEサポート『AtoB』　10月22日 池袋EDGE
- 小林梓サポートLOST MEMENTO王国企画「鏡の中舞踏会vol.Ⅱ〜やるなら振りきれ！Trick or Treat〜」10月31日 渋谷GUILTY
- イベントライブNPO法人JoinLIFE機構PRESENTS 　「HOPE AND LIVE～HIV/AIDS治療支援ベネフィットコンサート2015 DAY-2　11月8日 新宿ReNY
- 小林梓サポート　小林梓レコ発主催LIVE　「とある黒薔薇の目録　〜貴方はあくまで私のもの〜第1章」11月18日 渋谷RUIDO K2
- イベントライブ　Kra EVENT TOUR 2015 [ベツノモノガタリ]

11月28日 新宿LOFT
12月5日 札幌COLONY
- 花見桜幸樹サポート　満員御礼！年納め追加大阪公演「幸の恩返し’１５～桜記念日～」12月11日　世界館
- イベントライブ「Aki presents vol,6」12月12日 渋谷REX
- 葵サポート「Aoi's Special X'mas GIG～真昼の月～」12月19日　SHIBUYA REX
- AYABIEサポートSPEEDDISK PRESENTS 『THE忘年会』12月19日 高田馬場AREA
- イベントライブ「DNL Present's-Silent Night」12月23日 池袋EDGE
- イベントライブPS COMPANY PRESENTS『攻撃ハ防御ナリ。☆MerryXmas☆Session☆』12月25日 新宿ReNY[10]

### 2016年
- イベントライブ【Aki presents +plus+ #1】～Akiプレだけでは物足りない～1月27日 SHIBUYA REX
- 小林梓サポート小林梓Birthdayワンマンライブ　「Inner Heart～はじまりのとき～」1月30日 巣鴨 獅子王
- タケヒトプロデュースサポート「Takadanobaba AREA presents"St. Valentine's Day　SPECIAL EVENT"」2月14日 高田馬場AREA
- イベントライブ　コロポックルPRESENTS景夕バースデイ企画 『景夕が２月２６日をお知らせします。』2月26日 TSUTAYA O-WEST
- タケヒトプロデュースサポート「ホワイトイブ」3月13日 二万電圧
- 葵サポート　Aoi's Special April GiG -fire,walk with me-4月1日 二万電圧

### 2017年
- NAOKIの人生どうかしてるぜ！feat.高橋まこと
- YouTube、LINE LIVE同時配信『葵×NAOKIのHi♪Hi♪High！#5』
- ROCK PRESS Tokyo『NAOKIの人生どうかしてるぜ♡』
- AOI＆NAOKI premium event『ヒョンなことから。』
- 【 master+mind 〜acoustic mind #11〜 】

### ワンマンライブ
- 「FC NAOKI FANTASISTA Vol.1〜俺の履歴書〜」2月5日 スターパインズ・カフェ(吉祥寺)　NAOKIサポーターチーム「NAOKI FANTASISTA」結成　2012
- 「FC FANTASISTA Vol.2～好きな曲、歌ったっていいじゃないか運動♪（照笑）～」　6月10日 スターパインズ・カフェ(吉祥寺)
- 「FC FANTASISTA Vol.3～好きな曲、また歌ちゃってもぉ！いいじゃないかぁ♪オリジナルもちょっとやるけどね！～」11月11日 スターパインズ・カフェ（吉祥寺）
- 「FC FANTASISTA Vol.3.5～クリスマスに浮かれちゃっても♪良いじゃないかぁ♪～」　12月25日池袋EDGE
- 「FC FANTASISTA Vol.5～童心にかえっちゃっても♪良いじゃないかぁ♪～」　5月05日 スターパインズ・カフェ（吉祥寺）
- FC FANTASISTA Vol.6～木枯らしに抱かれちゃってもぉ♪良いじゃないかぁ♪～　10月19日 高田馬場AREA
- 「FC FANTASISTA Vol.7～時は来た！羽ばたけ！苫小牧のペガサスゥ♪～」
- 1部「FC FANTASISTA Vol.8～ニヒルなNAOKIは好きですか？」

2部「FC FANTASISTA Vol.9～お茶目なNAOKIは好きですか？～」5月5日 新宿Naked Loft
- 「FC FANTASISTA Vol.11　〜集え！苫小牧人のもとに！！！〜」6月17日 新宿ロフトプラスワン
- 「FC FANTASISTA Vol.12〜なおきと夏ふぇす2014〜」8月30日 吉祥寺Rock Joint GB
- 「FC FANTASISTA Vol.13〜なおきと学園祭2014〜」9月15日 吉祥寺STAR PINE’S CAFE
- FANTASISTA TOUR 2015[In Front]
- FANTASISTA TOUR 2015[In Front-vol.18-] 7/4(土)名古屋CLUB Zion
- FANTASISTA TOUR 2015[In Front-vol.19-] 7/5(日)大阪FootRock&BEERS
- FANTASISTA TOUR 2015[In Front-vol.20-] 7/12(日)下北沢CAVE-BE
- FC FANTASISTA vol.21～in the groove♪　2015
- FC FANTASISTA vol.22～in the groove♪♪　2015
- FC FANTASISTA vol.23～KICK OFF♪♪　2015
- FC FANTASISTA vol.24～ハーフターーーーーイム♪♪♪～　2015
- FC FANTASISTA vol.26～in the groove♪　2016
- FC FANTASISTA vol.27～acoustics～　2016
- FC FANTASISTA vol.28～acoustics～　2016
- 【Fantasista「NAOKIのAll night de All Right！」】　2017
- NAOKIの人生どうかしてるぜ！feat.高橋まこと　2017
- FC FANTASISTA vol.29～NAOKIのAll Right！～　2017
- 「FC FANTASISTA vol.30～NAOKIのX’masはバッコしお前を離さないぜ！All Right！！～」　2017

### FC旅行
- FC FANTASISTA旅行「FC FANTASISTA Vol.25　NAOKIと立春！生誕！！バレンタイン！！！春節にヒット祈願！！！！色々まとめて如月の旅」2月20日-21日　静岡県・熱海
- NAOKI　FC　FANTASISTA 番外編「俺のBirth day 2018 伊香保でいかが？慰安～ん、バカンス。」　2018

## 作品
- PS COMPANY ONLINE SHOP限定盤 (CD＋DVD)　2015.02.05 OUT

[CD]
1. Shyな君へ
2. どうかしてるぜ
3. 花園ラビリンス
4. 情炎
5. 記憶
6. PRIDE
7. With
- 「With」Music Clip＋Music Clipメイキング　2015.07.01(wed) OUT

[DVD]
1. 渇愛
2. real
3. あの時交わした約束、この花に願いを込めて君に贈る。
[PS COMPANY ONLINE SHOP特典]
撮り下ろしSPECIALフォトブックレット(8P)